# Otto vom Hagen
Otto vom Hagen, auch Otto von Hagen (* 24. Juni 1562 in Quedlinburg; † 1626), war ein deutscher Bergbauunternehmer.

## Leben
Hagen stammte aus einem Eichsfelder Adelsgeschlecht, dessen Vertreter sich selbst vom Hagen schrieben, aber meist als von Hagen bezeichnet wurden. Er kam aus Quedlinburg, wo sein Vater Christoph von Hagen als hochfürstlicher Landrat des Erzbistums Magdeburg tätig war und einen adligen Hof besaß, das heutige Quedlinburger Stadtschloss, in dem er aufwuchs. Bereits in jungen Jahren interessierte er sich für das Montanwesen im Harz und der Goldenen Aue. Aufgrund ausreichender Kapitalressourcen erwarb er ab dem Jahre 1612 nach und nach zahlreiche Bergwerke im Südharz, vor allem in den schwarzburgischen Ämtern Heringen und Kelbra. Der dortige Oberlehnsherr der Schwarzburger war der Kurfürst von Sachsen, der auch das Bergregal beanspruchte. Ihn bat Otto vom Hagen um Erlass einer Bergordnung für die am Kyffhäuser und an der Rothenburg gelegenen Bergwerke. Der in der Bergkanzlei in Dresden im Jahre 1618 erstellte Entwurf der Bergordnung wurde durch Martin Weigel im Oberbergamt Freiberg überarbeitet und erschien im Jahre 1620 in Druck.
Als Bergbauunternehmer hielt er sich in dieser Zeit meist in Berga auf, daher erbte den Quedlinburger Hof auch seine Schwester, während sein Sohn Christoph vom Hagen das adlige Gut in Berga erhielt.
Enorme Kostensteigerungen führten dazu, dass Otto vom Hagen bei Kurfürst Johann Georg I. von Sachsen vorstellig wurde und ihn seine Bergwerke zum Kauf anbot. Dabei benannte Otto vom Hagen jedoch einen derart hohen Preis, dass der Kurfürst dankend ablehnte. Er erließ ihn jedoch die Zahlung des Bergzehnts und bestand durch auf den zwanzigsten Anteil.

## Familie
Otto vom Hagen heiratete im Jahre 1589 die gleichaltrige Elisabeth, geborene von Hoym, Witwe des Kurt von Schwichelt. Mit ihr hatte er den gemeinsamen Sohn Christoph vom Hagen, der die väterlichen Besitzungen erbte und nach dem Tod des Vaters versuchte, die Bergwerke am Kyffhäuser, Berga und an der Rothenburg an den Kurfürsten Johann Georg I. von Sachsen zu verkaufen. Letzterer lehnte jedoch erneut ab, so dass die Bergwerke weiterhin im Besitz der Hagen'schen Familie blieben und erst 1678 an den Herzog August (Sachsen-Weißenfels) verkauft wurden.